# Bursaki
Bursaki – jedna z dzielnic Lublina, leżąca w jego północnej części. Formalnie od 2006 roku należy do dzielnicy Czechów Północny, blisko granicy z Ponikwodą. Granicę Bursaków wyznaczają mniej więcej: od zachodu ulica Choiny, od południa aleja Mieczysława Smorawińskiego, od wschodu aleja Spółdzielczości Pracy i od północy nowo wybudowane ulice Edwarda Wojtasa i Do Dysa.
Jej zagospodarowanie rozpoczęło się prawdopodobnie w końcu XVI wieku, gdy jezuici otrzymali w tym regionie jurydyki na założenie bursy (stąd nazwa) i kolegium. Chociaż Bursaki otoczone są ruchliwymi ulicami, to leżą w kwadratach pomiędzy nimi, a mniejsze ulice na ich terenie są rzadziej uczęszczane. Do głównych ulic zalicza się: Do Dysa i Bursaki. Większość budynków w dzielnicy ma charakter fabryczny lub handlowy; nie ma tu zbyt wielu domów mieszkalnych. Na jej terenie mieści się bursa szkolna oraz centrum handlowe "Olimp".